# Anyphops dubiosus
Anyphops dubiosus är en spindelart som först beskrevs av Lawrence 1952.  Anyphops dubiosus ingår i släktet Anyphops och familjen Selenopidae. Inga underarter finns listade i Catalogue of Life.